# Потулов, Александр Никитич
Александр Никитич Потулов (1748 — 1812, Пенза) — предводитель дворянства Пензенской губернии (1805—1811), действительный статский советник (1812).

## Биография
В 1763 году вступил в военную службу солдатом Преображенского лейб-гвардии полка, в котором впоследствии служили все его сыновья.
В ходе русско—турецкой войны (1768—1774) волонтёром принимал участие в Первой Архипелагской экспедиции Балтийского флота: в кампанию 1770 года участвовал в десанте под Чесмой, в кампанию 1771 года — в десанте на островах Негропонте и Лесбос (Митилин), в кампанию 1772 года — в разгроме турецкого флота у крепости Патрас. В 1773 году имел чин армии прапорщика и после заключения мирного договора с Турцией продолжил службу в чине унтер-офицера лейб-гвардии Преображенского полка.
В 1775 году пожалован в полковые аудиторы и в том же году — в гвардии прапорщики, с оставлением в должности. 1 января 1781 года из капитан-поручиков гвардии уволен к статским делам с чином армии полковника. Весной 1781 года был определён советником Гражданской судебной палаты новообразованного Пензенского наместничества и состоял в этой должности на 12 декабря 1781 года. В июне 1782 года переведён на должность директора (полковника) Экономии казённой палаты Пензенского наместничества и служил в этой должности почти десять лет, до декабря 1790 года.
С января 1791 года в том же чине полковника состоял при Герольдии и числился «не у дел». 5 апреля 1797 года пожалован в чин статского советника, но находился, по-прежнему, «не у дел». В 1801 году оставлен от службы «вовсе» в том же чине статского советника.
В 1805 году был избран губернским предводителем дворянства Пензенской губернии и пребывал в этой должности до 1811 года, состоя членом Пензенского дворянского совестного суда.
В браке с Евдокией Григорьевной Загоскиной имел пятерых сыновей: Михаила, Александра, Григория, Николая, Петра и дочь Екатерину (в замужестве Столыпину).

## Чины
- Гвардии сержант (22.09.1769)
- Гвардии прапорщик (1775)
- Поручик (01.01.1777)
- Капитан-поручик (01.01.1779)
- Полковник
- Статский советник (05.04.1797)
- Действительный статский советник (1812)